# Manners-Sutton
Manners-Sutton ist ein englischer Familienname.

## Namensträger
- Charles Manners-Sutton, 1. Viscount Canterbury (1780–1845), britischer Politiker
- John Manners-Sutton, 3. Viscount Canterbury (1814–1877), britischer Adliger und Politiker

- Robert Manners-Sutton (1722–1762), britischer Offizier und Politiker